# Papenstraße (Wismar)

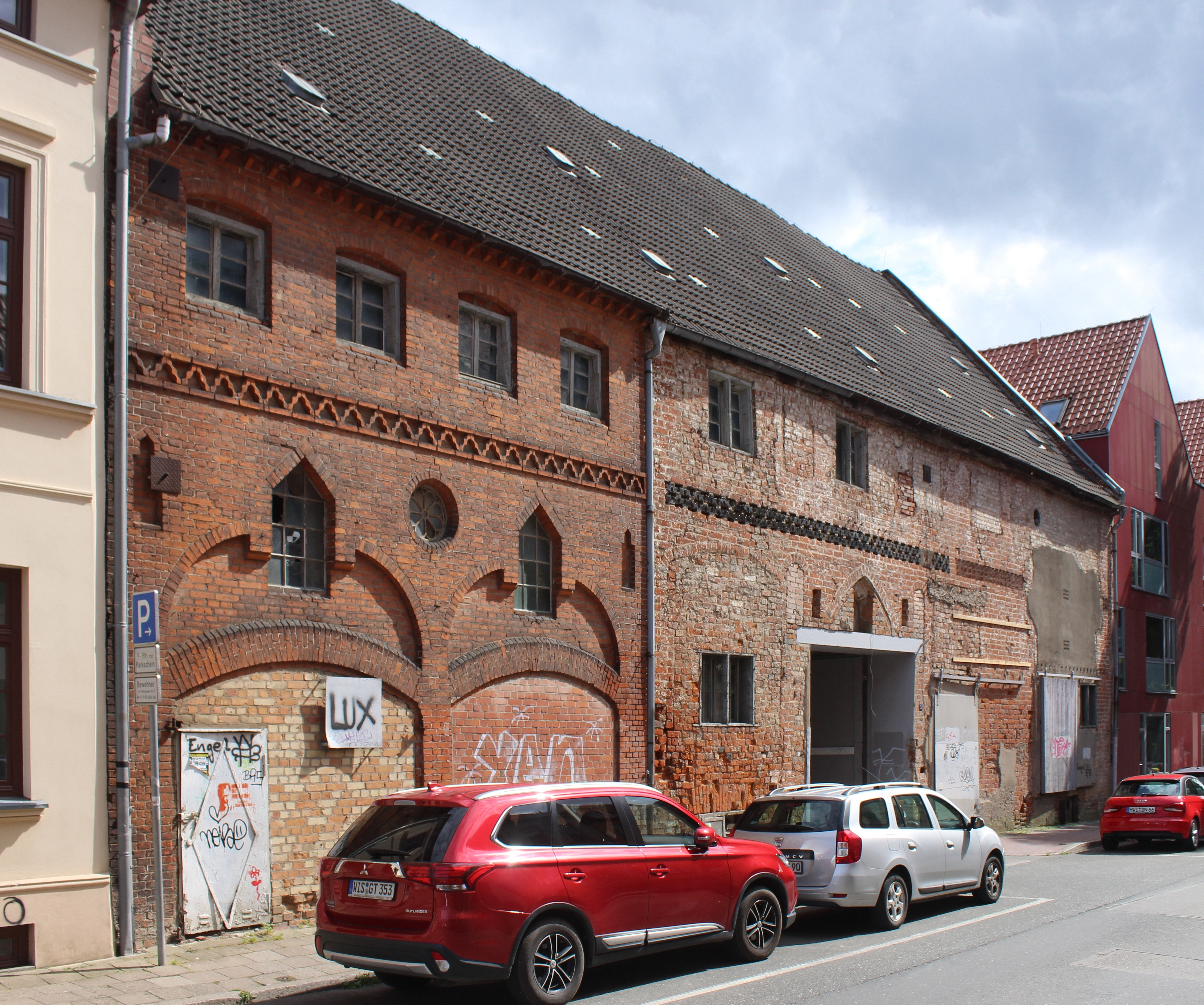
Nr. 2a: Haus der Antoniter

Die historische Papenstraße in Wismar-Altstadt steht wie der Alte Hafen unter dem besonderen Schutz der UNESCO, nachdem Wismar 2002 in die Welterbeliste aufgenommen wurde.
Sie führt in Nordost-Südwest-Richtung von den Straßen St.-Marien-Kirchhof / Kellerstraße / Grüne Straße bis zur Baustraße und Petriberg sowie zur Dahlmannstraße als äußerer Ring um die Altstadt.

## Nebenstraßen

Wismar zur Zeit der Hanse

Die Nebenstraßen und Anschlussstraßen wurden benannt als St.-Marien-Kirchhof nach dem Kirchhof der Marienkirche, Kellerstraße nach dem Wohnkeller im Armenhaus, Grüne Straße hieß 1283 Straße hinter St. Marien, 1475 ghrone strate nach dem „grüne hoff mit synen boden“, Bliedenstraße nach der mittelalterlichen hölzernen Wurfwaffe Blide, Baustraße  1290 erwähnt nach den Ackerbürgern, die hier bauen durften und Petriberg nach dem ehemaligen Petri-Thor in der Stadtmauer.

## Geschichte

### Name
Die Straße wurde früher Ritterstraße genannt als noch die Ritter des Deutschen Ordens hier ihren Sitz hatten. 1318 wurde sie als platea clericorum, 1434 als papenstrate und um 1500 als presterstrate erwähnt, benannt nach den Klerikern bzw. Priestern.

### Entwicklung

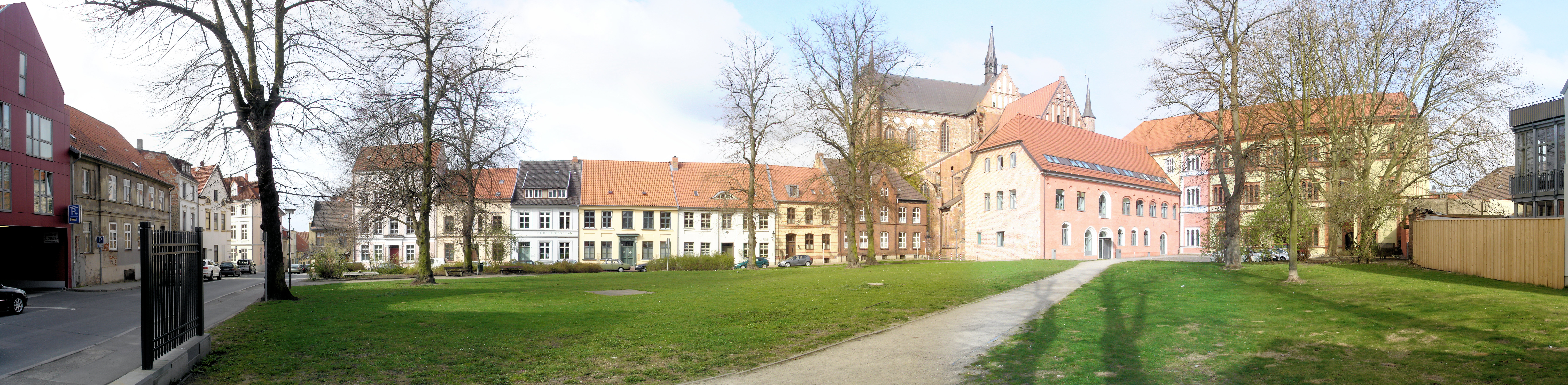
Grünanlage des Fürstenhofes

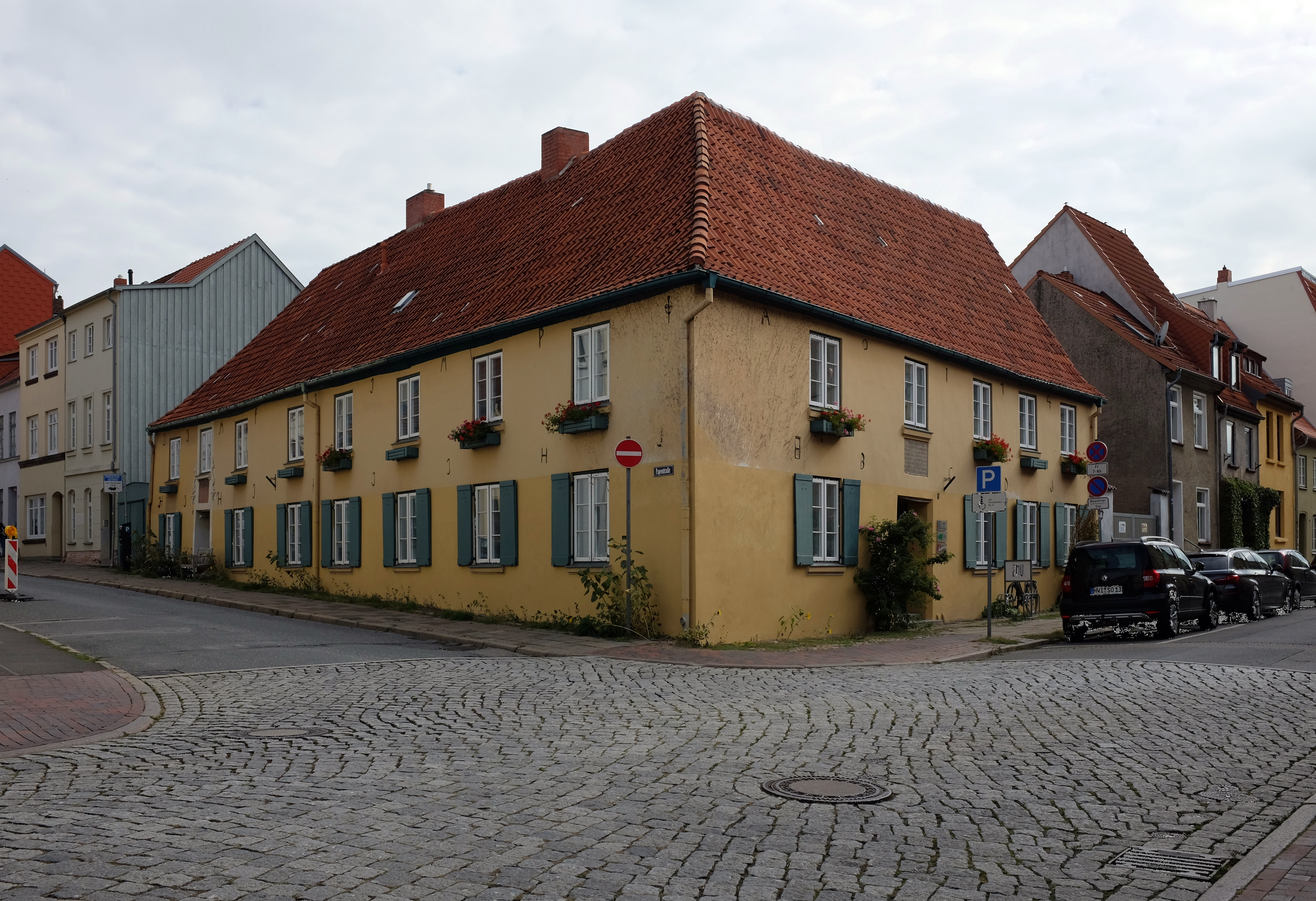
Nr. 16 Ecke Baustraße 27

Wismar wurde im Mittelalter ein wichtiges Mitglied der Hanse. An der Straße hatten die Deutschherren im 14. Jahrhundert einen Hof. Der Rat der Stadt Wismar erlaubte den Antonitern vom Kloster Tempzin die Ansiedlung eines Hofes an der Papenstraße. Zur Erbauung am Anfang des 15. Jahrhunderts liegen keine schriftlichen Quellen vor. Der wirtschaftliche Aufschwung des Tempziner Klosters zeigt die Nutzung ihres Hofes bis zur Reformation. Seit dem 17. Jahrhundert sind private Eigentümer in den Wismarer Stadtbüchern verzeichnet.
Die Papenstraße und die Bliedenstraße hatten zum angrenzenden Hofgarten des Fürstenhofs (von 1513 sowie 1554) verlorengegangene Alleebäume, die erneuert werden sollen oder wurden.
Im städtebaulichen Quartier Block 54, der westlich durch die Papenstraße begrenzt ist, lagen seit 1922 die Mecklenburgische Fleischwarenfabrik, nach 1945 die VEB Fleischwirtschaft und nach 1989 die Mecklenburgischen Fleischwaren GmbH, die hier bis 1991 produzierte. Nach Abbruch der Produktionsgebäude wurde ab 2003 mit einer Neubebauung begonnen u. a. mit einer Tiefgarage (Nr. 2d) dem Alten- und Pflegeheim (Nr. 2e) sowie Wohnungen und Läden. Die Straße wurde zudem saniert.

## Gebäude, Anlagen (Auswahl)
An der Straße stehen zumeist zwei- bis dreigeschossige Wohnhäuser. Die mit (D) gekennzeichneten Häuser stehen unter Denkmalschutz.
- Nr. 1: 3-gesch. Wohnhaus vom 19. Jh., Vorgängerbau:  Armenhaus, Eckhaus saniert 2004/05,[5]
- Nr. 3–11: 2- und 3-gesch. Wohnhäuser
- Garten des Fürstenhofes, Grünanlage (D)
- Nr. 2a: 2-gesch. Haus der Antoniter (D); die Deutschherren (13./14. Jh.) später der Antoniter-Orden fanden Platz im Stadtquartier Neustadt in der Nähe der Georgenkirche; im Zuge der Sanierung sollen nach 2003 Loftwohnungen im OG. entstehen
- Nr. 2b: 3-gesch. neues Wohnhaus von nach 2003
- Nr. 2c+d: 3-gesch. neue Tiefgarage Fürstenhof und Wohnhaus von nach 2003
- Nr. 2e: 2-gesch. neues Seniorenpflegeheim St. Martin mit 49 Plätzen von nach 2003
- Nr. 2f: 2-gesch. Wohnhaus (D)
- Nr. 4: 3-gesch. Wohnhaus mit denkmalgeschützter Fassade (D)
- Blieden- / Ecke Papenstraße: 2-gesch. barockes und überformtes Wohn- und Geschäftshaus mit Anbau; früher mit einem ehem. alten Bierlokal, das als Gaststätte seit 1555 viele Eigentümer hatte, u. a. ab 1892 Johannes Schröder und ab 1927 als Restaurant Zur Klause und heute Tommis Bierbar von Thomas Schaaf[6]
- Nr. 13–25: 1- bis 3-gesch. Wohnhäuser
- Nr. 21: 1-gesch. Wohnhaus (D) mit Satteldach
- Nr. 16, Ecke Baustraße 27: 2-gesch. städtisches großes St.-Georgen-Gasthaus von 1743 an der Baustraße und kleines St.-Georgen-Gasthaus von 1750 an der Papenstraße von Johann Jürgen Hahn (D) mit Walmdach; früher im Alten Stadtbuch als Schneidergasthof bezeichnet, danach ab dem 18. Jh. kleines und großes Georgengasthaus.[7], Umbau für 16 Gästezimmer und acht Wohnungen sowie zusätzliche Fenster in der 2. Hälfte des 19. Jh.; heute: Vereinigte Stiftungen der Hansestadt Wismar, Evangelische Musikschule Wismar (EMU)[8]
- Nachrichtlich:
  - Bliedenstraße Nr. 28: 3-gesch. Wohnhaus (D) mit Mezzaningeschoss
  - Bliedenstraße Nr. 30: 2-gesch. Wohnhaus (D) mit Mezzaningeschoss